# 西城街道 (重庆市)
西城街道，是中华人民共和国重庆市南川区下辖的一个乡镇级行政单位。

## 行政区划
西城街道下辖以下地区：
西大街社区、东方红社区、新桥社区、长远社区、龙济桥社区、来游关社区、安平社区、永合社区、永隆社区、沿塘社区、金台村和会峰村。